# Tostaky (le continent)
Pour l'album, voir Tostaky.
Singles de Noir Désir
En route pour la joie Lolita nie en bloc
Pistes de Tostaky
One Trip/One Noise Marlène
Tostaky (le continent) est une chanson de Noir Désir parue sur l'album Tostaky, en janvier 1993 mais sorti un mois plus tôt, en 1992.

## Historique de la chanson
« Tostaky » est la transcription phonétique de l'espagnol Todo está aqui, « Tout est ici » en français. Cette chanson évoque notamment la situation politique en Amérique latine (voir 1992 en Amérique), allant du passé colonial espagnol au chaos architectural des villes.
La chanson repose sur un riff très rapide (composé par Bertrand Cantat alors qu'il était au Mexique) et atteint son sommet sur le solo de Serge Teyssot-Gay qui termine le morceau.
Elle est éditée en single en décembre 1992 couplée avec une reprise de I Want You (She's So Heavy) des Beatles. Un CD 4 titres comprend en plus Lullaby et une version live de Le Fleuve enregistrée à Paris en 1991. Devenue un des principaux tubes du groupe, Tostaky est un des moments forts de leurs concerts et apparaît sur tous les albums live parus ensuite.
Le clip de cette chanson, réalisé par Henri-Jean Debon, est une succession d'images plus ou moins ouvertement politiques, devant lesquelles Bertrand Cantat chante de profil (le gauche). 
Deux versions remixées respectivement par GusGus et par Télépopmusik figurent sur l'album One Trip/One Noise.

## Liste des titres
Les chansons sont créditées Bertrand Cantat/Noir Désir, sauf mentionné.
- 45 tours / CD 2 titres

1. Tostaky (le continent) - 5:30
2. I Want You (She's So Heavy) (Lennon/McCartney) - 4:20

- Maxi 45 tours / CD 4 titres

1. Tostaky (le continent) - 5:30
2. I Want You (She's So Heavy) - 4:20
3. Lullaby - 1:56
4. Le Fleuve (Live) - 4:39

## Personnel
Noir Désir
- Bertrand Cantat : Chant, guitare
- Frédéric Vidalenc : Basse
- Serge Teyssot-Gay : Guitare
- Denis Barthe : Batterie

Musicien additionnel
- Isabelle Becker- voix sur I Want You

## Charts
| France | Belgique | Italie | Pays-Bas |
| ------ | -------- | ------ | -------- |
| 21     | -        | -      | -        |

## Reprises
La chanson est reprise en 2017 par Le Bal Des Enragés sur l'album TriptyK LivE Vol.2.
Elle est samplée par Saïan Supa Crew  dans le titre Demande-toi pour la compilation Dis L'Heure 2 Hip-Hop Rock (2002) et par Retro x dans Mardi noir sur l'album Digi (2017).